# راي ويليامز (كرة سلة)
راي ويليامز (بالإنجليزية: Ray Williams)‏ مواليد 14 أكتوبر 1954 في مونت فيرنون - الوفاة 22 مارس 2013، كان لاعب كرة سلة محترف أمريكي تحول إلى التدريب بعد الاعتزال بدأ مسيرته الاحترافية في سنة 1977 حيث تم اختياره من قبل فريق نيويورك نيكس خلال الدرافت، وحمل الرقم 13 و25 و20 و1 و11. بلغ طوله 6 قدم 3 بوصة (1.9 م). اعتزل اللعب في 1987.

## فرق لعب لها
- نيويورك نيكس
- بروكلين نتس
- سكرامنتو كينغز
- بوسطن سيلتكس
- أتلانتا هوكس
- سان أنطونيو سبرز

## روابط خارجية
- راي وليمز على موقع إن بي أي (الإنجليزية)
- راي وليمز على موقع سبورتس رفرنس (الإنجليزية)
- راي وليمز على موقع كلية كرة السلة في سبورتس رفرنس.كوم (الإنجليزية)
- راي وليمز على موقع ريلجم (الإنجليزية)
- راي وليمز على موقع بروبوليرز (الإنجليزية)